# Paraponera
Genre

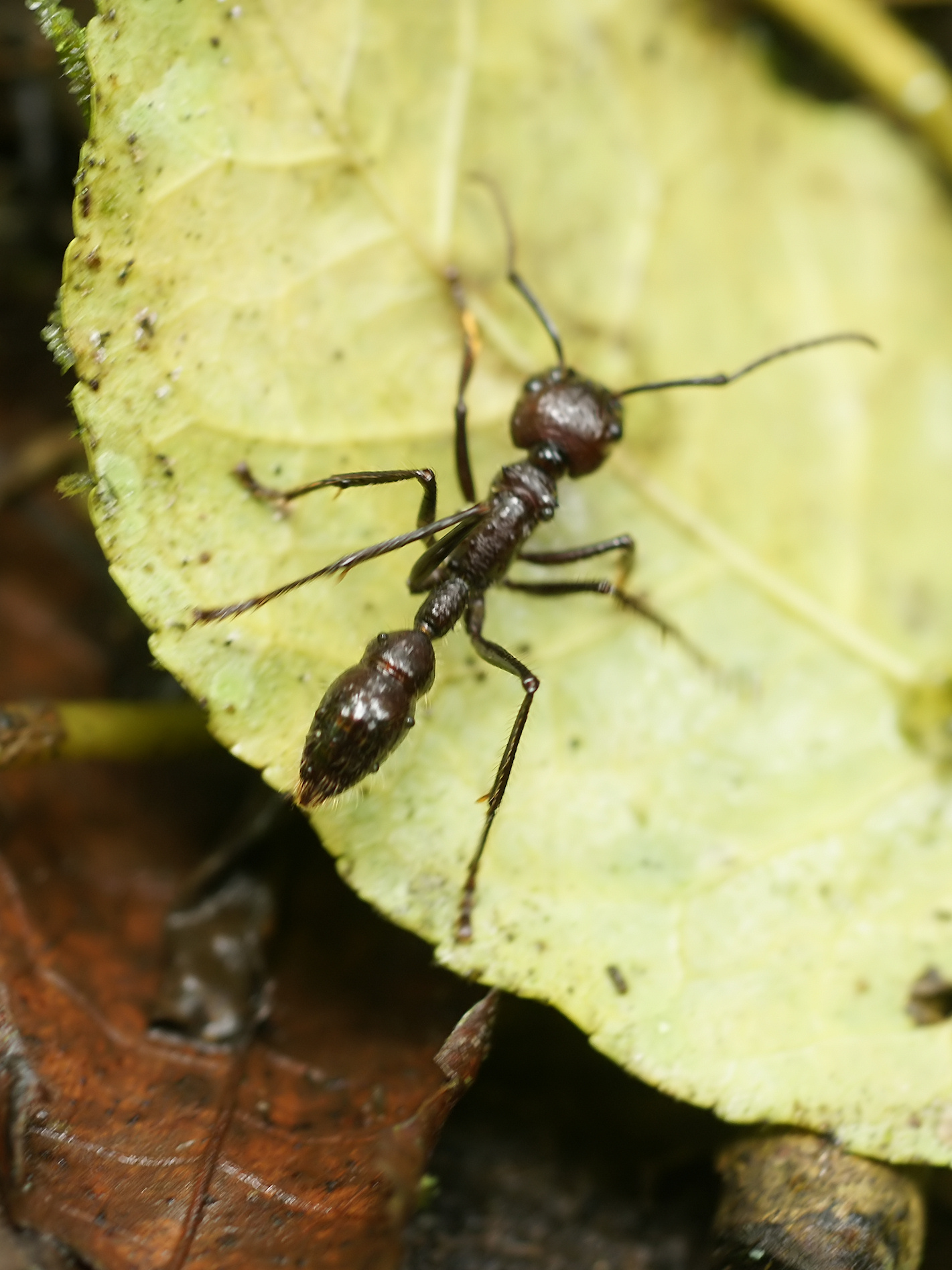
Paraponera clavata.

Paraponera est un genre de Fourmis (Formicidae) de la sous-famille des Paraponerinae et de la tribu des Paraponerini. Elle est souvent appelée fourmi balle de fusil en raison de sa piqûre extrêmement douloureuse, comparée à l'impact d'un coup de fusil. En Guyane, on la nomme fourmi flamande.

## Historique et dénomination
Le genre Paraponera a été décrit par l'entomologiste Frederick Smith en 1858.
L'espèce Paraponera clavata a été décrite par l'entomologiste et économiste Johan Christian Fabricius en 1775.
L'historien Charlevoix a remarqué cette fourmi en 1730 sous le nom flamande.

## Noms vernaculaires
- Conga « les combattantes ».
- Ticondera « qui font mal avec leurs abdomens »[réf. souhaitée].
- Bala au Costa Rica.
- Bullet ant en anglais, litt. « fourmi-balle », car sa piqûre est aussi douloureuse qu'une balle de fusil.
- Fourmi 24 heures ou hormigas veinticuatro, « durée potentielle de la douleur ressentie ».

## Taxinomie

### Liste des espèces
- Paraponera clavata (Fabricius, 1775) ; espèces type pour le genre
- Paraponera dieteri (Baroni Urbani (it), 1994) ; espèce éteinte

## Description
Les ouvrières de Paraponera clavata mesurent entre 18 et 30 mm de long et les reines sont de la même taille car, comme d'autres poneromorphes primitives, les fourmis Paraponera n'ont pas de polymorphisme[réf. souhaitée].

## Le nid
Paraponera clavata vit dans les forêts tropicales, du sud du Nicaragua et du Honduras jusqu'au Paraguay. Une fourmilière de Paraponera est constituée de quelques dizaines de fourmis jusqu’à une centaine d’individus. C'est donc une petite colonie comparativement à d'autres fourmis, mais les Paraponera sont des fourmis extrêmement agressives qui n'hésitent pas à attaquer quand elles sont dérangées, ce qui est très impressionnant étant donné la grande taille des fourmis, soit 18–25 mm. Le nid se situe généralement à la base du tronc d'un gros arbre, entre les racines.
Elles chassent individuellement sur toute la hauteur de l’arbre, à la recherche de proies, et aussi au sol, aux alentours du nid. Ce sont des fourmis essentiellement insectivores mais qui se nourrissent aussi de sève de plantes et de nectar.

## Relation à l'être humain

### Une piqûre très douloureuse
Très connues en Amérique centrale et du Sud, ces fourmis y sont craintes et respectées. La fourmi possède, pour se défendre, un long dard ; la piqûre est très douloureuse pour l'humain et son effet est instantané. La ponératoxine (un peptide neurotoxique) et de l'acide formique sont présents dans le venin, ce qui le rend particulièrement efficace. Elle est appelée « la fourmi 24 heures » dans certains pays pour signifier la durée des douleurs ressenties, mais, en fait, selon l'endroit où l'on est piqué, le temps de la douleur de la piqûre varie. La douleur qui irradie dans tout le membre touché, parfois accompagnée de spasmes, peut durer plus de six heures. Très intense au début, elle diminue avec les heures.
L’entomologiste américain Justin Orvel Schmidt a établi une échelle, qui va de 0 à 4, de la pénibilité des piqûres d’hyménoptères. Pour cela, il se laissa piquer par un grand nombre d’entre eux dont presque tous les types d'abeilles, de guêpes et de fourmis. La Fourmi Paraponera arrive en tête de ce classement avec une note de 4,0+. La piqûre est décrite dans l'échelle de la douleur de Schmidt comme : douleur pure, intense, brillante.

## Rituel du maraké

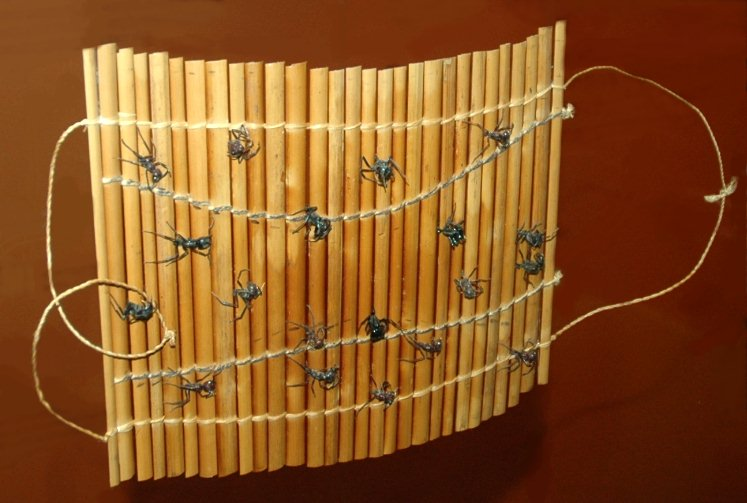
Plastron de Paraponera.

Certaines populations indigènes amazoniennes du Brésil et de Guyane française comme les Wayana, les Wayãpi, les Apalai, les Satéré-mawé se servent de fourmis des genres Paraponera ou Dinoponera dans leur rite de passage ou rite initiatique pour les garçons, parfois les filles, au moment de la puberté. Ils confectionnent différents types de nattes de feuillage ou de joncs ressemblant dans certains cas à un « plastron » et y insèrent une quinzaine ou plus de ces fourmis, parfois également des guêpes. Chez les Wayana et les Apalai, cette vannerie, richement décorée de plumes d'oiseaux, est appelée kunana ; elle est la « représentation d’un esprit puissant » et peut avoir une forme de poisson, d'oiseau ou d'écureuil. Cette vannerie est apposée sur la poitrine ou le dos du postulant durant plusieurs minutes. L'initié doit montrer sa capacité à résister à la douleur de la façon la plus stoïque possible. Dans d’autres populations, le jeune homme doit s’accroupir à proximité du nid de fourmis plaçant ses bras croisés près de l'entrée jusqu’à dix minutes. Le but de cette épreuve consiste également à affirmer son courage.